# Wet van Godwin

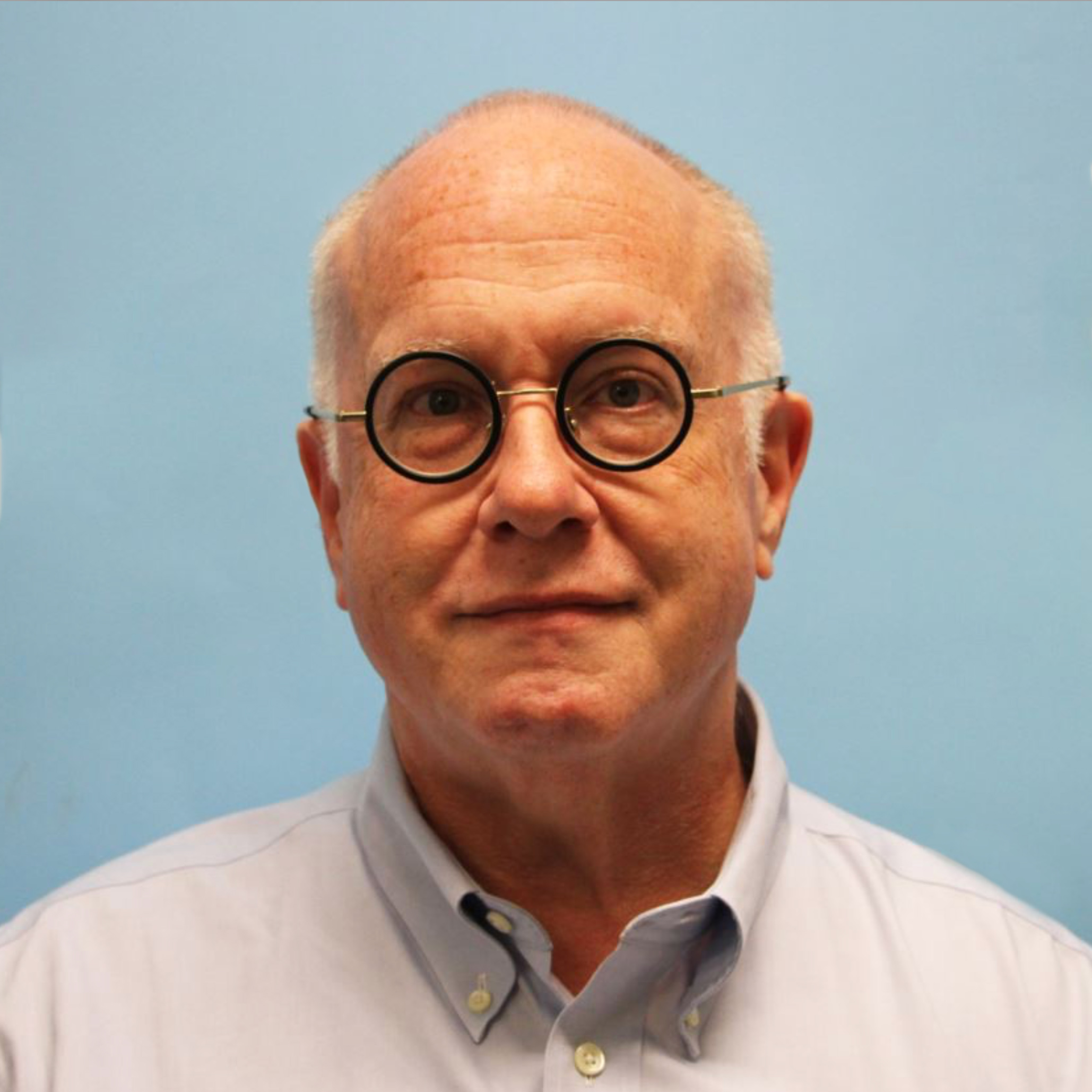
Mike Godwin in 2017

De wet van Godwin is een aforisme over de internetcultuur dat in 1990 door Mike Godwin bedacht werd. De wet luidt:

As an on-line discussion grows longer, the probability of a comparison involving Nazis or Hitler approaches 1.
— Vertaling: Naarmate een online-discussie langer duurt, nadert de waarschijnlijkheid van een vergelijking met de nazi's of Hitler tot 1.

Ofwel: als een online-discussie maar lang genoeg duurt, trekt een van de deelnemers geheid een keer een vergelijking met de nazi's of Hitler. Godwin ergerde zich aan de gewoonte om in discussies op Usenet vergelijkingen met nazi's, Hitler en de Holocaust te maken en meende dat deze, vaak absurde, vergelijkingen afbreuk deden aan de ernst van de Holocaust. Om dit tegen te gaan formuleerde hij zijn stelling, bedoeld als een soort meme of tegenmeme. De bedoeling van zijn stelling was dus niet een eind te maken aan discussies, maar om deelnemers aan een discussie bewuster te maken van de vraag of een vergelijking met de nazi's of Hitler gepast is, of simpelweg een kwestie van te ver doorgevoerde retoriek.
De wet van Godwin stelt dus niet dat een discussie door die verwijzing of vergelijking niet meer te redden is. Toch bestaat in veel nieuwsgroepen op Usenet en internetforums het gebruik de discussie in de thread te beëindigen zodra die vergelijking wordt gemaakt. Degene die de nazi's als eerste noemt, heeft dan automatisch verloren, ongeacht het besproken onderwerp, tenzij iemand de vergelijking opzettelijk maakt om een discussie te beëindigen. Op deze wijze staat de wet van Godwin garant voor een grens aan de lengte van discussies in nieuwsgroepen. Dat iemand automatisch een discussie "verliest" door te verwijzen naar de nazi's is echter een drogreden die Godwin zelf niet heeft bedoeld.

## Stelling met een absolute waarde
De Britse historicus Alec Ryrie schreef over toespelingen op de persoon Adolf Hitler in de westerse cultuur in zijn geschiedenis van het atheïsme en het agnosticisme: "Hij is het vaste ijkpunt van het kwaad. Het nazisme is een unicum in onze relativistische cultuur; een absolute standaard, het punt waar conflicten eindigen omdat we nooit hoeven te bespreken of het goed of slecht was."